# Lijst van rijksmonumenten in Bunnik (plaats)
De plaats Bunnik telt 75 inschrijvingen in het rijksmonumentenregister. Hieronder een overzicht. De rijksmonumenten rond Fort Rijnauwen die te maken hebben met de Nieuwe Hollandse Waterlinie staan hieronder in een aparte sectie. Ook de rijksmonumenten rond de landhuizen Oud-Amelisweerd, Nieuw-Amelisweerd en Rhijnauwen zijn hieronder geclusterd ieder in een eigen sectie.

## Diverse Rijksmonumenten
| Object | Oorspronkelijke functie?  | Bouwjaar                                     | Architect            | Locatie                 | Coördinaten?                 | Nr.?   | Afbeelding                                            |
| --- | ------------------------- | -------------------------------------------- | -------------------- | ----------------------- | ---------------------------- | ------ | ----------------------------------------------------- |
| Gepleisterde boerderij, rieten dak; zijgevels afgewolfd; opkamer, deels schuiframen met halve luiken, deels empireramen | Boerderij                 | 17e eeuw                                     |                      | Achterdijk 1            | 52° 3' 49" NB, 5° 10' 21" OL | 11270  | Meer afbeeldingen                                     |
| Cammingha, hoog huis met aan de noordzijde een topgevel. Inwendig gaaf bewaard | Kasteel, buitenplaats     | waarschijnlijk 17e eeuw                      |                      | Camminghalaan 28        | 52° 4' 19" NB, 5° 11' 46" OL | 11271  | Meer afbeeldingen                                     |
| Gepleisterde boerderij, met lage verdieping en links een opkamer. Vensters met luiken; pannen schilddak, dat links aansluit tegen een puntgevel. Stal en woonhuis vormen een T-vormige plattegrond. Links op het erf een zomerhuis | Boerderij                 | 1674 (jaartalankers) 19e eeuw (zomerhuis)    |                      | Dorpsstraat 1           | 52° 4' 7" NB, 5° 12' 13" OL  | 11272  | Meer afbeeldingen                                     |
| Eenvoudig gepleisterd dwarshuis onder pannen zadeldak | Bijgebouwen kastelen enz. | begin 19e eeuw                               |                      | Grotelaan 22            | 52° 4' 26" NB, 5° 11' 57" OL | 11273  | Eenvoudig gepleisterd dwarshuis onder pannen zadeldak |
| Oude Dorpskerk | Kerk en kerkonderdeel     | 13 e eeuw                                    |                      | Kerkpad 2               | 52° 4' 7" NB, 5° 12' 10" OL  | 11274  | Meer afbeeldingen                                     |
| Bepleisterde boerderij, onder pannen wolfdak, afgeknotte topgevel aan de voorzijde. Achter het woongedeelte een gepleisterd dwarshuis onder pannen zadeldak                                                                        | Boerderij                 | waarschijnlijk 17e eeuw 19e eeuw (dwarshuis) |                      | Kerkpad 3               | 52° 4' 5" NB, 5° 12' 12" OL  | 11275  | Meer afbeeldingen                                     |
| Boerderij, dwarstype, fraai gepleisterd woonhuis met opkamer; rieten dak aan de zijgevels afgewolfd | Boerderij                 |                                              |                      | Provincialeweg 77       | 52° 3' 49" NB, 5° 11' 7" OL  | 11279  | Meer afbeeldingen                                     |
| Boerderij "Bouwlust" | Boerderij                 | 18e eeuw                                     |                      | Provincialeweg 68       | 52° 3' 52" NB, 5° 11' 18" OL | 11280  | Meer afbeeldingen                                     |
| Boerderij, langhuis, met naar links uitgebouwde kamer | Boerderij                 | 1777 (ankers)                                |                      | Provincialeweg 96       | 52° 3' 51" NB, 5° 11' 4" OL  | 11281  | Boerderij, langhuis, met naar links uitgebouwde kamer |
| Boerderij waarvan lage witgepleisterde woning, met zadeldak eindigend in topgevel | Boerderij                 | 17e/18e eeuw                                 |                      | Provincialeweg 116      | 52° 3' 51" NB, 5° 10' 20" OL | 11282  | Meer afbeeldingen                                     |
| Gepleisterde boerderij onder rieten wolfdak. Vensters met luiken | Boerderij                 | 18e eeuw                                     |                      | Provincialeweg 118      | 52° 3' 51" NB, 5° 10' 16" OL | 11283  | Meer afbeeldingen                                     |
| Gepleisterd pand, onder rieten zadeldak. Vensters met luiken en zesruitsschuiframen. Tegen de zijgevel een portaal-uitbouw met fronton                                                                                             | Woonhuis                  | midden 19e eeuw                              |                      | Provincialeweg 120      | 52° 3' 51" NB, 5° 10' 13" OL | 11284  | Meer afbeeldingen                                     |
| Terrein waarin overblijfselen van het kasteel Rhijnauwen | Archeologisch monument    | 13e eeuw                                     |                      | Rhijnauwenselaan bij 14 | 52° 4' 8" NB, 5° 10' 38" OL  | 45716  | Upload foto                                           |
| Vrijstaande woonhuis | Woonhuis                  | 1934                                         | Piet Johannes Elling | Provincialeweg 94       | 52° 3' 52" NB, 5° 11' 13" OL | 46556  | Vrijstaande woonhuis                                  |
| Voormalige raadhuis van de gemeente Bunnik | Bestuursgebouw en onderdl | 1897                                         | E.G. Wentink         | Dorpsstraat 2           | 52° 4' 5" NB, 5° 12' 10" OL  | 511595 | Meer afbeeldingen                                     |
| R.K. Barbarakerk | Kerk en kerkonderdeel     | 1939-1940                                    | Alphons Boosten      | Stationsweg 36          | 52° 3' 57" NB, 5° 12' 17" OL | 511596 | Meer afbeeldingen                                     |

## Oud Amelisweerd
Het landgoed en buitenplaats Oud-Amelisweerd is gelegen langs de Kromme Rijn, tussen Utrecht en Bunnik.

### Hoofdgebouw
| Object                                                                                           | Oorspronkelijke functie?  | Bouwjaar              | Architect | Locatie            | Coördinaten?                 | Nr.?   | Afbeelding                                                                                       |
| ------------------------------------------------------------------------------------------------ | ------------------------- | --------------------- | --------- | ------------------ | ---------------------------- | ------ | ------------------------------------------------------------------------------------------------ |
| Oud Amelisweerd: hoofdgebouw                                                                     | Kasteel, buitenplaats     | 1765-1775             |           | Koningslaan 9      | 52° 4' 3" NB, 5° 10' 11" OL  | 526328 | Meer afbeeldingen                                                                                |
| Oud Amelisweerd: historische tuin- en parkaanleg                                                 | Tuin, park en plantsoen   | 1765-1775             |           | Koningslaan bij 9  | 52° 4' 11" NB, 5° 10' 4" OL  | 526329 | Oud Amelisweerd: historische tuin- en parkaanleg                                                 |
| Oud Amelisweerd: koetshuis                                                                       | Bijgebouwen kastelen enz. | 1765-1775             |           | Koningslaan bij 11 | 52° 4' 3" NB, 5° 10' 13" OL  | 526330 | Oud Amelisweerd: koetshuis                                                                       |
| Oud Amelisweerd: ijskelder                                                                       | Tuin, park en plantsoen   | 1765-1775             |           | Koningslaan bij 9  | 52° 4' 3" NB, 5° 10' 9" OL   | 526331 | Oud Amelisweerd: ijskelder                                                                       |
| Oud Amelisweerd: eenvoudige brug met bakstenen hoofden, houten brugdek en gietijzeren balustrade | Tuin, park en plantsoen   | vermoedelijk 19e eeuw |           | Koningslaan bij 9  | 52° 4' 5" NB, 5° 10' 11" OL  | 526332 | Oud Amelisweerd: eenvoudige brug met bakstenen hoofden, houten brugdek en gietijzeren balustrade |
| Oud Amelisweerd: hek of schamppalen                                                              | Erfscheiding              | 19e eeuw              |           | Koningslaan bij 9  | 52° 3' 52" NB, 5° 10' 10" OL | 529847 | Upload foto                                                                                      |

### Boerderij De Zonnewijzer
| Object                                               | Oorspronkelijke functie? | Bouwjaar                  | Architect | Locatie            | Coördinaten?                | Nr.?   | Afbeelding                                   |
| ---------------------------------------------------- | ------------------------ | ------------------------- | --------- | ------------------ | --------------------------- | ------ | -------------------------------------------- |
| Oud Amelisweerd: dwarshuisboerderij 'De Zonnewijzer' | Boerderij                | 1775-1800                 |           | Koningslaan 15     | 52° 4' 5" NB, 5° 10' 21" OL | 526333 | Meer afbeeldingen                            |
| Oud Amelisweerd: zomerhuis 'De Knapschinkel'         | Boerderij                | voor 1830                 |           | Koningslaan bij 15 | 52° 4' 5" NB, 5° 10' 20" OL | 526334 | Oud Amelisweerd: zomerhuis 'De Knapschinkel' |
| Oud Amelisweerd: kapberg                             | Boerderij                | 19e eeuw                  |           | Koningslaan bij 15 | 52° 4' 6" NB, 5° 10' 20" OL | 526335 | Oud Amelisweerd: kapberg                     |
| Oud Amelisweerd: schuur                              | Boerderij                | 20e eeuw (rechtervleugel) |           | Koningslaan bij 15 | 52° 4' 5" NB, 5° 10' 22" OL | 529844 | Upload foto                                  |

### Boerderij Knapschinkel
| Object                                    | Oorspronkelijke functie? | Bouwjaar | Architect | Locatie            | Coördinaten?                | Nr.?   | Afbeelding  |
| ----------------------------------------- | ------------------------ | -------- | --------- | ------------------ | --------------------------- | ------ | ----------- |
| Oud Amelisweerd: boerderij 'Knapschinkel' | Boerderij                | 1678     |           | Koningslaan 7      | 52° 3' 60" NB, 5° 9' 35" OL | 529845 | Upload foto |
| Oud Amelisweerd: veestal                  | Boerderij                | 1885     |           | Koningslaan bij 7A | 52° 3' 59" NB, 5° 9' 35" OL | 529846 | Upload foto |
| Oud Amelisweerd: bedrijfsgedeelte         | Boerderij                | 1678     |           | Koningslaan bij 7A | 52° 3' 60" NB, 5° 9' 35" OL | 529969 | Upload foto |

## Nieuw Amelisweerd
Het landgoed Nieuw-Amelisweerd is gelegen ten westen van Oud-Amelisweerd, langs de Kromme Rijn en op enkele honderden meters van de snelweg A27.
| Object                                       | Oorspronkelijke functie?  | Bouwjaar                           | Architect | Locatie           | Coördinaten?                | Nr.?   | Afbeelding        |
| -------------------------------------------- | ------------------------- | ---------------------------------- | --------- | ----------------- | --------------------------- | ------ | ----------------- |
| Nieuw-Amelisweerd: hoofdgebouw               | Kasteel, buitenplaats     | laatste kwart 17e eeuw             |           | Koningslaan 1     | 52° 4' 15" NB, 5° 9' 27" OL | 526660 | Meer afbeeldingen |
| Nieuw-Amelisweerd: tuin- en parkaanleg       | Tuin, park en plantsoen   | 17e eeuw en later                  |           | Koningslaan bij 1 | 52° 4' 12" NB, 5° 9' 34" OL | 526662 | Meer afbeeldingen |
| Nieuw-Amelisweerd: koetshuis/ tuinmanswoning | Bijgebouwen kastelen enz. | kort na 1740                       |           | Koningslaan 3     | 52° 4' 14" NB, 5° 9' 29" OL | 526665 | Upload foto       |
| Nieuw-Amelisweerd: bergschuurtje en Tuinmuur | Tuin, park en plantsoen   | begin 20e eeuw                     |           | Koningslaan bij 1 | 52° 4' 12" NB, 5° 9' 30" OL | 526666 | Meer afbeeldingen |
| Nieuw-Amelisweerd: brug met pijlers          | Tuin, park en plantsoen   | ca. 1860                           |           | Koningslaan bij 1 | 52° 4' 17" NB, 5° 9' 21" OL | 526667 | Meer afbeeldingen |
| Nieuw-Amelisweerd: tuinvazen en Piedestal    | Tuin, park en plantsoen   | 19e eeuw                           |           | Koningslaan bij 1 | 52° 4' 15" NB, 5° 9' 23" OL | 526669 | Meer afbeeldingen |
| Nieuw-Amelisweerd: zuil op piedestal         | Tuin, park en plantsoen   | vermoedelijk tweede helft 19e eeuw |           | Koningslaan bij 1 | 52° 4' 13" NB, 5° 9' 22" OL | 526670 | Meer afbeeldingen |

## Rhijnauwen
Het landgoed en landhuis Rhijnauwen is gelegen ten oosten van Oud-Amelisweerd.
| Object                                       | Oorspronkelijke functie?  | Bouwjaar                                 | Architect           | Locatie                 | Coördinaten?                 | Nr.?   | Afbeelding        |
| -------------------------------------------- | ------------------------- | ---------------------------------------- | ------------------- | ----------------------- | ---------------------------- | ------ | ----------------- |
| Rhijnauwen: landhuis                         | Kasteel, buitenplaats     | eerste helft 18e eeuw (huidige gedaante) |                     | Rhijnauwenselaan 14     | 52° 4' 9" NB, 5° 10' 40" OL  | 526916 | Meer afbeeldingen |
| Rhijnauwen: historische tuin- en park aanleg | Tuin, park en plantsoen   |                                          |                     | Rhijnauwenselaan bij 14 | 52° 4' 9" NB, 5° 10' 41" OL  | 526921 | Meer afbeeldingen |
| Rhijnauwen: poortgebouw                      | Bijgebouwen kastelen enz. | 18e eeuw                                 |                     | Rhijnauwenselaan 7      | 52° 4' 9" NB, 5° 10' 37" OL  | 526922 | Meer afbeeldingen |
| Rhijnauwen: duiventoren                      | Tuin, park en plantsoen   | 18e eeuw                                 |                     | Rhijnauwenselaan bij 14 | 52° 4' 8" NB, 5° 10' 36" OL  | 526923 | Meer afbeeldingen |
| Rhijnauwen: bakstenen boogbrug               | Tuin, park en plantsoen   | vermoedelijk 18e eeuw                    |                     | Rhijnauwenselaan bij 7  | 52° 4' 7" NB, 5° 10' 40" OL  | 526924 | Meer afbeeldingen |
| Rhijnauwen: boerderij 'Goed ten Rijn'        | Boerderij                 | 1674 (voorhuis) 1912 (achterhuis)        |                     | Rhijnauwenselaan 5      | 52° 4' 3" NB, 5° 10' 37" OL  | 526925 | Meer afbeeldingen |
| Rhijnauwen: veeschuur                        | Boerderij                 | 19e eeuw                                 |                     | Rhijnauwenselaan bij 5  | 52° 4' 3" NB, 5° 10' 37" OL  | 526926 | Upload foto       |
| Rhijnauwen: dubbele schuur                   | Boerderij                 | 1912                                     |                     | Rhijnauwenselaan bij 5  | 52° 4' 3" NB, 5° 10' 37" OL  | 526927 | Upload foto       |
| Rhijnauwen: theehuis                         | Bijgebouwen kastelen enz. | 1921-1924                                | Gosse van der Gaast | Rhijnauwenselaan bij 5  | 52° 4' 12" NB, 5° 10' 41" OL | 529838 | Meer afbeeldingen |
| Rhijnauwen: boerderij 'Hofstede Rhijnauwen'  | Boerderij                 | 18e eeuw                                 |                     | Rhijnauwenselaan 18     | 52° 4' 16" NB, 5° 10' 45" OL | 529839 | Meer afbeeldingen |
| Rhijnauwen: zomerhuis/kaasmakerij            | Boerderij                 | 1937 (verb. of uitbr.)                   |                     | Rhijnauwenselaan 20     | 52° 4' 16" NB, 5° 10' 45" OL | 529840 | Upload foto       |

## Nieuwe Hollands Waterlinie rond Fort bij Rijnauwen
Deze 28 rijksmonumenten op en rond Fort bij Rijnauwen zijn onderdeel van de Nieuwe Hollandse Waterlinie.
| Object | Oorspronkelijke functie?  | Bouwjaar  | Architect | Locatie                                                                     | Coördinaten?                 | Nr.?   | Afbeelding        |
| --- | ------------------------- | --------- | --------- | --------------------------------------------------------------------------- | ---------------------------- | ------ | ----------------- |
| Nieuwe Hollandse Waterlinie Cluster 43 Tussenstelling Utrecht: Groepsschuilplaatsen type P (16 stuks, waarvan 15 in de gemeente Bunnik) | Kazemat                   | 1939-1940 |           | Ten westen van Fort Rijnauwen, langs de oostelijke oever van de Kromme Rijn | 52° 4' 26" NB, 5° 9' 38" OL  | 531139 | Upload foto       |
| Nieuwe Hollandse Waterlinie Cluster 40 Fort bij Rijnauwen, aardwerk                                                                     | Fort, vesting en -onderdl | 1869-1872 |           | Vossegatsedijk bij 3                                                        | 52° 4' 31" NB, 5° 10' 37" OL | 531113 | Meer afbeeldingen |
| Fort bij Rijnauwen, reduit | Fort, vesting en -onderdl | 1869-1872 |           | Vossegatsedijk bij 3                                                        | 52° 4' 31" NB, 5° 10' 32" OL | 531114 | Meer afbeeldingen |
| Fort bij Rijnauwen, caponnière met poterne                                                                                              | Fort, vesting en -onderdl | 1869-1872 |           | Vossegatsedijk bij 3                                                        | 52° 4' 31" NB, 5° 10' 47" OL | 531115 | Meer afbeeldingen |
| Fort bij Rijnauwen, bomvrije kazerne, remises en bergplaatsen                                                                           | Fort, vesting en -onderdl | 1869-1872 |           | Vossegatsedijk bij 3                                                        | 52° 4' 30" NB, 5° 10' 42" OL | 531116 | Meer afbeeldingen |
| Fort bij Rijnauwen, magazijn boven poterne                                                                                              | Fort, vesting en -onderdl | 1869-1872 |           | Vossegatsedijk bij 3                                                        | 52° 4' 30" NB, 5° 10' 44" OL | 531117 | Meer afbeeldingen |
| Fort bij Rijnauwen, flankbatterij F1 | Fort, vesting en -onderdl | 1869-1872 |           | Vossegatsedijk bij 3                                                        | 52° 4' 36" NB, 5° 10' 32" OL | 531118 | Meer afbeeldingen |
| Fort bij Rijnauwen, flankbatterij F2 | Fort, vesting en -onderdl | 1869-1872 |           | Vossegatsedijk bij 3                                                        | 52° 4' 36" NB, 5° 10' 38" OL | 531119 | Meer afbeeldingen |
| Fort bij Rijnauwen, flankbatterij F3 | Fort, vesting en -onderdl | 1869-1872 |           | Vossegatsedijk bij 3                                                        | 52° 4' 32" NB, 5° 10' 41" OL | 531120 | Meer afbeeldingen |
| Fort bij Rijnauwen, flankbatterij F4 | Fort, vesting en -onderdl | 1869-1872 |           | Vossegatsedijk bij 3                                                        | 52° 4' 28" NB, 5° 10' 43" OL | 531121 | Meer afbeeldingen |
| Fort bij Rijnauwen, flankbatterij F5 | Fort, vesting en -onderdl | 1869-1872 |           | Vossegatsedijk bij 3                                                        | 52° 4' 25" NB, 5° 10' 44" OL | 531122 | Meer afbeeldingen |
| Fort bij Rijnauwen, flankbatterij F6 | Fort, vesting en -onderdl | 1869-1872 |           | Vossegatsedijk bij 3                                                        | 52° 4' 31" NB, 5° 10' 32" OL | 531123 | Meer afbeeldingen |
| Fort bij Rijnauwen, wachtgebouw 1 | Fort, vesting en -onderdl | 1869-1872 |           | Vossegatsedijk bij 3                                                        | 52° 4' 24" NB, 5° 10' 34" OL | 531124 | Meer afbeeldingen |
| Fort bij Rijnauwen, wachtgebouw 2 | Fort, vesting en -onderdl | 1869-1872 |           | Vossegatsedijk bij 3                                                        | 52° 4' 27" NB, 5° 10' 32" OL | 531125 | Meer afbeeldingen |
| Fort bij Rijnauwen, remise R1 | Fort, vesting en -onderdl | 1869-1872 |           | Vossegatsedijk bij 3                                                        | 52° 4' 35" NB, 5° 10' 36" OL | 531126 | Meer afbeeldingen |
| Fort bij Rijnauwen, remise R2 | Fort, vesting en -onderdl | 1869-1872 |           | Vossegatsedijk bij 3                                                        | 52° 4' 34" NB, 5° 10' 40" OL | 531127 | Meer afbeeldingen |
| Fort bij Rijnauwen, remise R5 | Fort, vesting en -onderdl | 1869-1872 |           | Vossegatsedijk bij 3                                                        | 52° 4' 26" NB, 5° 10' 44" OL | 531238 | Meer afbeeldingen |
| Fort bij Rijnauwen, remise R I | Fort, vesting en -onderdl | 1869-1872 |           | Vossegatsedijk bij 3                                                        | 52° 4' 35" NB, 5° 10' 31" OL | 531239 | Meer afbeeldingen |
| Fort bij Rijnauwen, remise R II | Fort, vesting en -onderdl | 1869-1872 |           | Vossegatsedijk bij 3                                                        | 52° 4' 26" NB, 5° 10' 33" OL | 531240 | Meer afbeeldingen |
| Fort bij Rijnauwen, schuilplaatsen type 1915                                                                                            | Fort, vesting en -onderdl |           |           | Vossegatsedijk bij 3                                                        | 52° 4' 22" NB, 5° 10' 45" OL | 531241 | Meer afbeeldingen |
| Fort bij Rijnauwen, schuilplaatsen type 1915-1916/I                                                                                     | Fort, vesting en -onderdl |           |           | Vossegatsedijk bij 3                                                        | 52° 4' 34" NB, 5° 10' 39" OL | 531242 | Upload foto       |
| Fort bij Rijnauwen, schuilplaatsen type 1918 I en 1918 II                                                                               | Fort, vesting en -onderdl |           |           | Vossegatsedijk bij 3                                                        | 52° 4' 22" NB, 5° 10' 47" OL | 531243 | Meer afbeeldingen |
| Fort bij Rijnauwen, schuilplaatsen type P                                                                                               | Fort, vesting en -onderdl |           |           | Vossegatsedijk bij 3                                                        | 52° 4' 29" NB, 5° 10' 50" OL | 531244 | Meer afbeeldingen |
| Fort bij Rijnauwen, schuilplaatsen type G                                                                                               | Fort, vesting en -onderdl |           |           | Vossegatsedijk bij 3                                                        | 52° 4' 36" NB, 5° 10' 40" OL | 531245 | Upload foto       |
| Fort bij Rijnauwen, brug, toegang to het fort                                                                                           | Fort, vesting en -onderdl | 1869-1872 |           | Vossegatsedijk bij 3                                                        | 52° 4' 27" NB, 5° 10' 30" OL | 531246 | Meer afbeeldingen |
| Fort bij Rijnauwen, brug, toegang to het reduit                                                                                         | Fort, vesting en -onderdl | 1869-1872 |           | Vossegatsedijk bij 3                                                        | 52° 4' 30" NB, 5° 10' 30" OL | 531247 | Meer afbeeldingen |
| Fort bij Rijnauwen, fortwachterswoning                                                                                                  | Fort, vesting en -onderdl | 1869-1872 |           | Vossegatsedijk bij 3                                                        | 52° 4' 27" NB, 5° 10' 27" OL | 531248 | Meer afbeeldingen |
| Fort bij Rijnauwen, kruithuis | Fort, vesting en -onderdl | 1869-1872 |           | Vossegatsedijk bij 3                                                        | 52° 4' 27" NB, 5° 10' 43" OL | 531249 | Meer afbeeldingen |